# 25 novembre
Pour les articles homonymes, voir Vingt-Cinq-Novembre.
25 octobre 25 décembre
Chronologies thématiques
- Croisades
- Ferroviaires
- Sports
- Disney
- Anarchisme
- Catholicisme

Abréviations / Voir aussi
- (° 1852) = né en 1852
- († 1885) = mort en 1885
- a.s. = calendrier julien
- n.s. = calendrier grégorien
- Calendrier
- Calendrier perpétuel
- Liste de calendriers
- Naissances du jour

Le 25 novembre est le 329e jour de l'année du calendrier grégorien, 330e lorsqu'elle est bissextile (il en reste ensuite 36).
C'était généralement l'équivalent du 5 frimaire du calendrier républicain ou révolutionnaire français, officiellement dénommé jour du cochon.

## Événements

### IXesiècle
- 885 : le Viking Sigfried rencontre l'évêque Gozlin, le siège de Paris commence le lendemain.

### XIesiècle
- 1034 : Duncan Ier succède à Malcolm II comme roi des Scots.

### XIIesiècle
- 1177 : bataille de Montgisard.

### XVIIIesiècle
- 1741 : Accession au trône de Elisabeth Ire (impératrice de Russie)
- 1764 : couronnement de Stanislas II.
- 1783 : le jour de l'Évacuation marque la fin de la révolution américaine.
- 1793 : combat de Coëtbihan, pendant la Chouannerie.
- 1795 :
  - abdication du roi de Pologne Stanislas II ;
  - bataille des Landes-Genusson, pendant la guerre de Vendée.

### XIXesiècle
- 1863 : bataille de Missionary Ridge, pendant la guerre de Sécession.
- 1876 : bataille de Dull Knife, pendant la guerre des Black Hills.

### XXesiècle
- 1911 : publication du plan d'Ayala, par Emiliano Zapata.
- 1931: Wilhelm Schäfer, exclu du NSDAP, transmet à la police les documents de Boxheim contenant des plans de conquête du pouvoir des nazis par la violence
- 1936 : signature du pacte anti-Komintern.
- Seconde Guerre mondiale :
  - en 1941, l'U-331 torpille le HMS Barham ;
  - en 1943, début de la « Saint-Barthélemy grenobloise », sur les chefs de la résistance dauphinoise ;
  - en 1944, victoire américaine, à la bataille de Peleliu ;
  - en 1944, au cours de la bataille du Saint-Laurent, dans la nuit du 24 au 25 novembre, le NCSM Shawinigan est coulé par le sous-marin allemand U-1228.
- 1947 : la Nouvelle-Zélande ratifie le statut de Westminster de 1931.
- 1950 : début de la bataille du Chongchon, pendant la guerre de Corée.
- 1952 : victoire chinoise, à la bataille de Triangle Hill, pendant la guerre de Corée.
- 1958 : résolution no 130 du Conseil de sécurité des Nations unies, sur la Cour internationale de justice.
- 1973 : Geórgios Papadópoulos est renversé par l'armée.
- 1975 : au nord-est de l'Amérique du Sud, indépendance du Suriname vis-à-vis des Pays-Bas.

### XXIesiècle
- 2018 :
  - le Conseil européen extraordinaire de Bruxelles signe l'accord de retrait du Royaume-Uni de l'Union européenne ;
  - en Suisse, votations fédérales.
- 2019 : crash de la vallée d'Eranga, pendant la guerre du Mali.
- 2021 : en Roumanie, un gouvernement de coalition dirigé par Nicolae Ciucă entre en fonction[1].

## Arts, culture et religion
- 1830 : en France, le premier poste d'inspecteur des monuments historiques est attribué à Ludovic Vitet.
- 1981 : le pape Jean-Paul II nomme le cardinal Joseph Ratzinger (son futur successeur Benoît XVI), comme « préfet de la congrégation pour la doctrine de la foi ».
- 1998 : sortie en France du long-métrage d'animation Mulan des studios Disney, inspiré par l’héroïne d'une ballade chinoise des IVe – Ve siècles, la jeune fille Hua Mulan qui se déguise en homme pour prendre la place de son père trop vieux pour aller défendre l’Empire contre les Huns[2].

## Sciences et techniques
- 1915 : Albert Einstein présente sa théorie de la relativité générale à l'Académie royale des sciences de Prusse.
- 1951 : l'ancien dragueur de mines de la Navy la Calypso, reconverti en navire d'expédition sous l'égide d’un certain commandant Cousteau et de son équipe de plongeurs, cadreurs et scientifiques, quitte le port de Toulon pour sa première destination en tant que tel : la mer Rouge[3].

## Économie et société
- 1120 : naufrage de la Blanche-Nef.
- 1248 : écroulement du mont Granier faisant un millier de victimes, dès le 24 novembre.
- 1343 : séisme à Naples.
- 1910 : la condamnation à la peine de mort de Jules Durand, syndicaliste libertaire français, fait de lui une victime d'une erreur judiciaire appelée l'« affaire Dreyfus du monde du travail ».
- 1925 : Mustafa Kemal Atatürk interdit le port du fez.
- 2018 : au Liechtenstein, référendum sur le financement d'une compétition de ski de fond.
- 2019 : au Mali, une collision entre deux hélicoptères entraîne la mort de 13 soldats français[4].
- 2021 : en Russie, la catastrophe minière de Listviajnaïa fait 51 morts et 49 blessés[5].

## Naissances

### XVIesiècle
- 1562 : Félix Lope de Vega, dramaturge espagnol († 27 août 1635).
- 1577 : Piet Hein, officier de marine hollandais († 18 juin 1629).
- 1593 : Alain de Solminihac, évêque de Cahors, béatifié († 31 décembre 1659).

### XVIIesiècle
- 1644 : François de Posadas, dominicain espagnol, béatifié en 1818 († 20 septembre 1713).

### XVIIIesiècle
- 1703 : Jean-François Séguier, botaniste français († 1er septembre 1784).
- 1712 : Charles Michel Lespée, pédagogue français († 23 décembre 1789).

### XIXesiècle
- 1816 : Victor-Adolphe Malte-Brun, géographe et cartographe français († 13 juillet 1889).
- 1835 : Andrew Carnegie, industriel américain d’origine écossaise († 11 août 1919).
- 1842 : Madeleine Brès, première femme française médecin († 30 novembre 1921).
- 1844 : Carl Benz, entrepreneur allemand († 4 avril 1929).
- 1845 : José Maria de Eça de Queiroz, écrivain portugais († 16 août 1900).
- 1850 : Eduard Sievers, philologue allemand († 30 mars 1932).
- 1857 : Alfred Capus, écrivain français († 1er novembre 1922).
- 1858 : Job, dessinateur, caricaturiste et illustrateur français († 15 septembre 1931).
- 1865 : Marie Louis Joseph Vauchez, militaire français († 3 septembre 1903).
- 1868 : Léon-Alexandre Blanchot, sculpteur et illustrateur français († 27 juin 1947).
- 1874 : Joseph « Joe » Gant, boxeur américain († 10 août 1910).
- 1880 : Leonard Woolf, éditeur, journaliste et écrivain britannique († 14 août 1969).
- 1881 : Jean XXIII (Angelo Giuseppe Roncalli dit), 259e pape, en fonction de 1958 à 1963 († 3 juin 1963).
- 1889 : Maurice Garçon, avocat, essayiste, romancier et historien français († 29 décembre 1967).
- 1895 :
  - Adrienne Bolland, aviatrice française, première femme à passer la cordillère des Andes († 18 mars 1975).
  - Wilhelm Kempff, compositeur allemand († 23 mai 1991).
  - Anastase Mikoyan (Անաստաս Հովհաննեսի Միկոյան), homme politique soviétique († 21 octobre 1978).
  - Ludvík Svoboda, militaire et homme politique tchécoslovaque, président de la République de Tchécoslovaquie de 1968 à 1975 († 20 septembre 1979).
- 1896 :
  - Séraphin Marion, historien et critique littéraire canadien († 29 novembre 1983).
  - Virgil Thomson, compositeur américain († 30 septembre 1989).
- 1898 : Ana París García, leader syndicaliste espagnole, exécutée par le garrot par les nationalistes durant la guerre d'Espagne († 5 février 1938).
- 1900 : Rudolf Höss, officier SS allemand († 16 avril 1947).

### XXesiècle
- 1902 : Edward William « Eddie » Shore, hockeyeur sur glace canadien († 16 mars 1985).
- 1903 : DeHart Hubbard, athlète américain, champion olympique en saut en longueur en 1924 († 23 juin 1976).
- 1904 : Lillian Copeland, athlète américaine, championne olympique du lancer du disque († 7 juillet 1964).
- 1908 : Gustavo Marzi, fleurettiste italien, double champion olympique († 14 novembre 1966).
- 1909 : Sisowath Monireth, homme politique cambodgien († septembre 1975).
- 1910 : Maurice Canning Wilks, peintre paysagiste irlandais († 1er février 1984).
- 1911 :
  - Roelof Frankot, peintre néerlandais († 1er décembre 1984).
  - Sten Suvio, boxeur finlandais, champion olympique († 19 octobre 1988).
- 1914 :
  - Jacques Debary, acteur français († 9 décembre 2011).
  - Joseph Paul « Joe » Di Maggio, joueur de baseball américain († 8 mars 1999).
  - Léon Zitrone, journaliste français († 25 novembre 1995).
- 1915 : Augusto Pinochet, militaire et chef d’État chilien, président du Chili de 1974 à 1990 († 10 décembre 2006).
- 1917 :
  - Marcel Albert, militaire français († 23 août 2010).
  - Francis Lemarque, chanteur et compositeur français († 20 avril 2002).
  - Armand Mestral, acteur français († 17 septembre 2000).
  - Luigi Poggi, prélat italien († 4 mai 2010).
  - Noboru Terada, nageur japonais, champion olympique († 26 septembre 1986).
- 1920 :
  - Noel Neill, actrice américaine († 3 juillet 2016).
  - Ricardo Montalban, acteur mexicain († 14 janvier 2009).
- 1921 : Robert Domergue, footballeur français († 22 janvier 2014).
- 1926 :
  - Poul Anderson, écrivain américain († 31 juillet 2001).
  - Jeffrey Hunter (Henry Herman McKinnies Jr. dit), acteur américain († 27 mai 1969).
- 1930 : Clarke Scholes, nageur américain († 5 février 2010).
- 1931 : Nat Adderley, compositeur américain († 2 janvier 2000).
- 1933 : Kathryn Grant (Olive Kathryn ou Kathryn Olive Grandstaff dite), actrice américaine.
- 1938 :
  - Michèle Grellier, actrice française.
  - Pierre Marcotte, animateur et homme d'affaires québécois († 13 juillet 2022).
- 1939 : Arundhati Ghose, diplomate indienne († 25 juillet 2016).
- 1940 :
  - Reinhard Furrer, spationaute allemand († 9 septembre 1995).
  - Karl Auguste Offmann, homme politique mauricien († 12 mars 2022).
  - Percy Sledge, chanteur américain († 14 avril 2015).
- 1941 :
  - Jean-Michel di Falco, prélat français.
  - Honoré (Philippe Honoré, dit), dessinateur de presse français († 7 janvier 2015).
  - Jacques Leduc, réalisateur et scénariste québécois.
  - Riaz Ahmed Gohar Shahi, religieux pakistanais († 25 novembre 2001).
- 1942 :
  - Robert Neale « Bob » Lind, chanteur de folk-rock et compositeur américain.
  - Roman Rurua, lutteur géorgien, champion olympique.
- 1944 :
  - Beverley « Bev » Bevan, musicien britannique du groupe Electric Light Orchestra.
  - Gil Rémillard, homme politique québécois.
  - Sotha (Catherine Sigaux dite), autrice de théâtre, réalisatrice, directrice d'acteurs, scénariste et comédienne française.
  - Herbert Volz, sculpteur allemand.
- 1946 :
  - Karl Edward Tommy « Slim » Borgudd, musicien et coureur automobile suédois. († 23 février 2023).
  - Michel Vergnier, homme politique français.
- 1947 :
  - Jonathan Kaplan, réalisateur américain.
  - John Larroquette, acteur américain.
- 1948 : Jacques P. Dupuis, homme politique québécois.
- 1951 : John Nicholaas « Johnny » Rep, footballeur néerlandais.
- 1952 :
  - Laurent Blanchard, homme politique québécois, maire de Montréal en 2013.
  - Gabriele Oriali, footballeur italien.
- 1953 : Darlanne Fluegel, actrice américaine († 15 décembre 2017).
- 1955 : Michael Thomas « Mike » O'Connell, hockeyeur professionnel américain.
- 1958 :
  - Jules Bocandé, footballeur puis entraîneur sénégalais († 7 mai 2012).
  - Josef Rusnak, réalisateur tadjik.
- 1959 : Harlem Désir, homme politique français.
- 1960 :
  - Amy Grant, chanteuse américaine.
  - John Fitzgerald Kennedy Jr. (dit John John), homme d'affaires américain († 16 juillet 1999).
- 1961 : Kenny Monday, lutteur américain, champion olympique.
- 1962 : Gilbert Delorme, hockeyeur sur glace québécois.
- 1963 :
  - Kevin Chamberlin, acteur et scénariste américain.
  - Holly Cole, chanteuse canadienne.
  - Sorin Cerin,  philosophe, poète, logicien et essayiste roumain.
- 1964 : 
  - Mukhriz Mahathir, fils de l'ancien Premier ministre malaisien Mahathir Mohamad et de son épouse Siti Hasmah Mohamad Ali.
  - Frédéric Château, chanteur français.
  - Kevin Jackson, lutteur américain, champion olympique.
- 1965 :
  - Dougray Scott, acteur écossais.
  - Patricija Šulin, femme politique yougoslave puis slovène († 2 novembre 2021).
- 1966 :
  - William Albert « Billy » Burke, acteur américain.
  - Hervé Guiraud, joueur de rugby à XV français.
- 1967 : Anthony Nesty, nageur surinamien, champion olympique.
- 1968 : Jill Hennessy, actrice canadienne.
- 1969 : Fabrice Collaro, journaliste français de télévision[6].
- 1971 : Christina Applegate, actrice américaine.
- 1972 :
  - Sébastien Benoît, animateur québécois de radio et de télévision.
  - Stefan Everts, pilote moto belge.
- 1973 :
  - Arnaud Demeester, pilote de motocross d'endurance français.
  - Maciek Froński, poète et traducteur polonais.
  - Steven de Jongh, cycliste sur route néerlandais.
  - Luca Martin, joueur de rugby à XV italien.
- 1976 : Donovan McNabb, joueur américain de football américain.
- 1977 : Guillermo Cañas, joueur de tennis argentin.
- 1978 :
  - Julien Arruti, acteur français.
  - Patricia Nseya Mulela, femme politique congolaise.
  - Michel Rodriguez, footballeur français.
- 1979 :
  - Sandrine Bailly, biathlète française.
  - Sambou Traoré, basketteur franco-malien.
- 1980 :
  - Aleen Bailey, athlète de sprint jamaïcaine.
  - John-Michael Liles, hockeyeur sur glace américain.
- 1981 :
  - Xabi Alonso (Xabier Alonso Olano dit), footballeur basco-espagnol.
  - Barbara Pierce Bush et
  - Jenna Welch Bush, filles jumelles de l'ancien président des États-Unis George W. Bush et de sa femme Laura Bush.
- 1982 : Luciano Corrêa, judoka brésilien.
- 1983 :
  - Hovhannes Davtyan, judoka arménien.
  - Jihane Samlal, kayakiste marocaine.
- 1984 : Gaspard Ulliel, acteur français († 19 janvier 2022).
- 1987 : Pierre-Alexis Pessonneaux, athlète de sprint français.
- 1997 : Máximo Fjellerup, basketteur argentin.
- 1990 : Ado Pharaon, hypnotiseur français.
- 2000 : Talen Horton-Tucker, basketteur américain.

## Décès

### XVesiècle
- 1456 : Jacques Cœur, financier français, grand argentier du roi Charles VII (° 1400).

### XVIesiècle
- 1503 : Edmond de La Fosse, écolier hérétique exécuté butte Saint-Roch à Paris pour avoir profané des hosties (° 1481).
- 1534 : Otto Brunfels, botaniste allemand (° vers 1488).
- 1560 : Andrea Doria, condottiere et amiral génois (° 30 novembre 1466).

### XVIIIesiècle
- 1730 : Claude-Jean-Baptiste Dodart, premier médecin du roi Louis XV (° 1664).
- 1763 : Antoine François Prévost, ecclésiastique, historien et homme de lettres français (° 1er avril 1697).
- 1774 (ou 8 mai aussi) : Henry Baker, naturaliste britannique (° 8 mai 1698).

### XIXesiècle
- 1860 : Manuel Vilar, sculpteur romantique espagnol (° 15 novembre 1812).
- 1865 : Heinrich Barth, explorateur allemand (° 16 février 1821).
- 1884 :
  - Robert Alfred Cloyne Godwin-Austen, géologue britannique (° 17 mars 1808).
  - Hermann Kolbe, chimiste allemand (° 27 septembre 1818).
- 1885 : Alphonse XII, roi d'Espagne de 1874 à 1885 (° 28 novembre 1857).
- 1886 : 
  - Isidore Laurent Deroy, peintre et lithographe français (° 13 avril 1797).
  - Ričard Karlovič Maak, naturaliste, géographe et anthropologue russe (° 4 septembre 1825).
- 1900 : Louis Léopold Ollier, chirurgien français (° 2 décembre 1830).

### XXesiècle
- 1925 : Rama VI (พระบาทสมเด็จพระมงกุฎเกล้าเจ้าอยู่หัว), roi de Thaïlande de 1910 à 1925 (° 1er janvier 1881).
- 1929 : Élisabeth Lacoin, écrivaine française (° 25 décembre 1907).
- 1944 : 
  - Kenesaw Mountain Landis, juge fédéral américain, premier commissaire du baseball (° 20 novembre 1866).
  - Justin Pennerath, prêtre et résistant français pendant la Seconde Guerre mondiale (° 14 juin 1902).
  - Joseph Roth, prêtre et résistant français pendant la Seconde Guerre mondiale (° 7 septembre 1911).
- 1945 : Georges Charpy, chimiste et métallurgiste français (° 1er septembre 1865).
- 1955 : Louis Lachenal, alpiniste français (° 17 juillet 1921).
- 1956 : Alexandre Dovjenko (Олександр Петрович Довженко), cinéaste soviétique (° 10 septembre 1894).
- 1957 : Georges de Grèce (Γεώργιος της Ελλάδας), frère du roi Constantin Ier de Grèce (° 24 juin 1869).
- 1959 :
  - Jean Grémillon, cinéaste français (° 3 octobre 1901).
  - Gérard Philipe (Gérard Philip dit), acteur français (° 4 décembre 1922).
- 1960 : les sœurs Mirabal, militantes de la République dominicaine sont assassinées
- 1961 :
  - Jean Lejeune, résistant, compagnon de la Libération (° 10 juillet 1905).
  - Hubert Van Innis, archer belge (° 24 février 1866).
- 1963 : Alexandre Marinesko (Александр Иванович Маринеско), militaire soviétique (° 15 janvier 1913).
- 1965 : Aslaug Vaa, écrivaine norvégienne (° 25 août 1889).
- 1967 :
  - Raoul Daufresne de La Chevalerie, footballeur puis entraîneur et hockeyeur sur gazon belge (° 17 mars 1881).
  - Ossip Zadkine, sculpteur français (° 14 juillet 1890).
- 1968 : Upton Sinclair, romancier américain (° 20 septembre 1878).
- 1970 :
  - Éloi de Grandmont, poète, dramaturge et metteur en scène québécois (° 17 avril 1921).
  - Yukio Mishima (三島 由紀夫), écrivain japonais (° 14 janvier 1925).
- 1972 : Henri Coanda, ingénieur aéronautique roumain (° 7 juin 1886)
- 1973 : Laurence Harvey, acteur britannique (° 1er octobre 1928).
- 1974 :
  - Nicholas Rodney « Nick » Drake, chanteur britannique (° 19 juin 1948).
  - Raymond Legrand, chef d’orchestre et compositeur français (° 23 mai 1908).
  - U Thant, diplomate birman, secrétaire général des Nations unies de 1961 à 1971 (° 22 janvier 1909).
- 1981 :
  - Jack Albertson, acteur américain (° 16 juin 1907).
  - Romain Bellenger, cycliste sur route français (° 18 janvier 1894).
- 1982 :
  - Hugh Harman, réalisateur et producteur américain (° 31 août 1903).
  - Henri Hiltl, footballeur autrichien puis français (° 8 octobre 1910).
- 1985 : Elsa Morante, femme de lettres italienne (° 18 août 1912).
- 1990 : Gaétan Labrèche, acteur québécois (° 15 janvier 1931).
- 1991 : Nimeño II (Christian Montcouquiol dit), matador français (° 10 mars 1954).
- 1993 : Anthony Burgess, écrivain britannique (° 25 février 1917).
- 1995 : Léon Zitrone, journaliste français (° 25 novembre 1914).
- 1996 : Roger Lanzac, animateur français de télévision et de radio (° 28 octobre 1920).
- 1997 : Hastings Kamuzu Banda, homme politique malawien, président du Malawi de 1966 à 1994 (° 14 mai 1906).
- 1998 : Jean Dromer, homme d'affaires français (° 2 septembre 1929).

### XXIesiècle
- 2001 : Riaz Ahmed Gohar Shahi (سیدناریاض احمدگوھرشاہی), chef religieux pakistanais (° 25 novembre 1941).
- 2002 : Karel Reisz, réalisateur britannique (° 21 juillet 1926).
- 2003 : Jacques François, acteur français (° 16 mai 1920).
- 2005 :
  - George Best, footballeur nord-irlandais (° 22 mai 1946) .
  - Richard Burns, coureur automobile anglais (° 17 janvier 1971).
  - Pierre Seel, ancien déporté français (° 16 août 1923).
- 2008 :
  - William Dowd, facteur de clavecins américain (° 28 février 1922).
  - Christian Fechner, cinéaste français (° 26 juillet 1944).
- 2009 : 
  - Jean-Serge Essous, jazzman, saxophoniste et clarinettiste congolais (° 15 janvier 1935).
  - Josip Gucmirtl, footballeur yougoslave puis croate (° 16 mars 1942).
- 2010 : Leonardo Colella, footballeur brésilien (° 13 septembre 1930).
- 2011 :
  - Vassili Alexeiev (Василий Иванович Алексеев), haltérophile soviétique, plusieurs fois médaillé (° 7 janvier 1942).
  - Antoine Humblet, homme politique belge (° 28 décembre 1922).
  - Coco Robicheaux, artiste musicien américain (° 25 octobre 1947).
- 2012 :
  - Joseph Bialot, écrivain français (° 10 août 1923).
  - Earl Carroll, chanteur américain des groupes The Cadillacs et The Coasters (° 2 novembre 1937).
  - Lars Hörmander, mathématicien suédois (° 24 janvier 1931).
- 2013 :
  - Bill Foulkes, footballeur anglais (° 5 janvier 1932).
  - Chico Hamilton, batteur de jazz américain (° 20 septembre 1921).
  - Alfred John « Al » Plastino, artiste américain de comics (° 15 décembre 1921)
  - Tsujii Takashi, écrivain et poète japonais (° 30 mars 1927).
- 2016 : Fidel Castro, avocat, révolutionnaire et homme politique cubain, initiateur de la révolution cubaine puis président de la république de Cuba (° 13 août 1926 )[7],[8].
- 2020 :
  - Diego Armando Maradona, footballeur international argentin devenu entraîneur (° 30 octobre 1960).
  - Jacques Secrétin, pongiste français plusieurs fois titré (° 18 mars 1949).
  - Senén Guillermo Molleda Valdés, homme d'affaires, chroniqueur et publiciste espagnol (° 8 novembre 1936).
  - James Wolfensohn, escrimeur, économiste et banquier australien (° 1er décembre 1933).
- 2021 : 
  - Julien Le Bas, athlète français spécialiste du sprint (° 9 juin 1924).
  - Justin Lékoundzou Itihi Ossetoumba, homme politique congolais (° 1941).
- 2023 : 
  - Gérard Collomb, homme politique français, ministre de l'Intérieur de 2017 à 2018 (° 20 juin 1947).
  - Leïla Mustapha, femme politique syrienne, co-maire de Raqqa de 2017 à 2022 (° 12 septembre 1988).

## Célébrations

### Internationale
- Nations unies : journée internationale pour l'élimination de la violence à l'égard des femmes[9].

### Nationales
- États-Unis : jour de l'Évacuation marquant le départ des dernières troupes britanniques de New York en 1783[10].
- Indonésie : hari guru / « fête des professeurs »[11].
- Suriname : fête de l'indépendance vis-à-vis des Pays-Bas en 1975[12].
- Thaïlande : วันวชิราวุธ wan Wachirawut ou « jour de Vajiravudh » en mémoire de la mort du roi Rama VI en 1925[13].

### Saints chrétiens

#### Catholiques et orthodoxes
- Alain de Lavaur (VIIe siècle), honoré à Lavaur, dans la région d'Albi, patron de la cathédrale de l'ancien évêché de Lavaur ; pourrait être la même personne que saint Amand de Maastricht.
- Alnoth (en) († vers 700), vacher du monastère de Weedon, en Grande-Bretagne actuelle (Buckinghamshire), retiré en ermite à Stowe, près de Bugbrooke dans le comté du Northamptonshire, tué par des brigands, vénéré comme un martyr ; fêté aussi le 27 février.
- Bernold d'Ottobeuren (de) († vers 1050), bienheureux, moine et prêtre, au monastère d'Ottobeuren, en Bavière.
- Catherine d'Alexandrie († vers 307), vierge, savante, et martyre lors de la persécution de Maximien Hercule, (entre 303 et 305), ou plus probablement sous Maximin Daïa en 307 ; l'une des trois voix de saints de Jeanne d'Arc au début du XVe siècle.
- Joconde de Reggio († 466), vierge et fille spirituelle de saint Prosper de Reggio, évêque de Reggio, en Émilie-Romagne.
- Marcule († 347), évêque et martyr.
- Maurin de l'Agenais (VIe siècle), diacre, évangélisateur de la campagne agenaise, en France occitane.
- Mercure de Césarée († entre 250), jeune militaire d'origine scythe, décapité à Césarée de Cappadoce en Asie mineure.
- Moïse († 251), Prêtre martyr à Rome.
- Pierre d'Alexandrie († 311), évêque et martyr.
- Pierre l'Hésychaste (Ve siècle), Ermite.
- Réol de Reims († 698), évêque.

#### Saints ou bienheureux catholiques
- Béatrice d'Eymeux († 1303), bienheureuse, née au village d'Ornacieux, en actuelle Isère - entra à la chartreuse de Notre-Dame de Parménie, - fonda la chartreuse d'Eymeux (actuelle Drôme), où elle mourut le 25 novembre 1303 ; fêtée aussi le 13 février.
- Conrad d'Heisterbach († 1200), bienheureux, officier puis ministre des margraves de Thuringe, qui se retira humblement et pauvrement à l'abbaye cistercienne d'Heisterbach, vers l'âge de 50 ans.
- Egbert de Munsterschwarzach (de) († 1075), moine bénédictin de Gorze, en actuelle Moselle, qui se rendit en Bavière, où il fonda le monastère de Munsterschwarzach (abbaye de Münsterschwarzach).
- Élisabeth la Bonne († 1420) dite « la Bonne », bienheureuse, née à Bad Waldsee, sur les bords du lac de Waldsee (Constance ?), dans le Wurtemberg, qui passa sa vie dans une petite communauté franciscaine à proximité de sa ville natale.
- Hyacinthe Serrano Lopez († 1936), bienheureux prêtre dominicain martyr lors de la guerre civile espagnole.
- Luigi Beltrame Quattrocchi (1880 - 1951), et son épouse Maria Corsini (1884 - 1965), bienheureux couple italien[16],[17].

#### Saints orthodoxes?
Outre les saints œcuméniques voire pré-schismatiques ci-avant", aux dates éventuellement différentes dans les calendriers julien, orientaux ... 

### Prénoms du jour
Bonne fête aux Catherine,
- aux porteuses de ses nombreuses variantes et diminutifs : Caitrin, Caitriona, Catalin, Catalina, Catalineta, Catalinetta, Catarineta, Catarinetta, Catalyn, Catalyna, Catarina, Cateau (comme "la Borgnesse"), Cateline, Caterina, Cathalin, Cathalyn, Catharine, Catheline, Cathie, Cathy, Catriona, Catterina, Ekaterina, Iekaterina, Iekateryna, Kasia, Kassia, Katalin, Katalyn, Katalina, Katalyna, Katarina, Katarzyna, Kate, Katel, Katell, Katelle, Kateri, Katerina, Katharina, Katharine, Katharyn(e), Kathel, Kathell, Kathelle, Katherina, Katherine, Kathie, Kathleen, Kathlin, Kathlyn, Kathryn, Kathy, Katie, Katrine, Katrina, Katryne, Katryna, Katy, Katia, Katya, Kay, Kety, Ketty, Yekaterina, Yekateryna, Cat(h), Anne-Catherine, Anne-Cat(h)' etc. ;
- et aux porteurs de variants masculins : Catherin, Catalin, Cathalin (etc. ?).

- ... les Carine et Karine, Carina, Karina, Karyna etc. étant plutôt célébrées les 7 novembre, le même mois.

- Voir aussi :
  - les 27 novembre, 28 novembre (apparitions à Sainte Catherine Labouré à ne pas confondre avec "la présente" Catherine d'Alexandrie du 25 novembre, l'une des voix qui se seraient adressées à Jeanne d'Arc auprès de son "arbre aux fées" de Domrémy-Greux aux confins des Vosges, de la Lorraine et de la France de son temps, avec Sainte Marguerite et l'archange Saint Michel),
  - les 31 décembre pour le décès de Sainte Catherine Labouré ;
  - les 14 février pour les amoureux (« symétriquement » avec les catherinettes célibataires du 25 novembre) ;
  - les 24 mars & 29 avril pour des sainte(s) Catherine davantage fêtées ailleurs en Europe et chrétienté ;
  - les 30 mai pour les jeannettes,
  - 11 novembre pour les célibataires en Asie,
  - 6 décembre pour les « catherinets » (célibataires hommes).
- Etc. ?

Et bonne fête aussi aux :
- Maria,
- Mercure,
- Philopater et Philopatyr.

## Traditions et superstitions

### Dictons
- « À la sainte-Catherine le porc couine. »[18]
- « À la sainte-Catherine les sardines tournent l'échine. À la saint-Blaise [3 février] elles reparaissent. »[19]
- « À la sainte-Catherine l'hiver s'achemine, à la saint-André [30 novembre] il est acheminé. »[20]
- « À la sainte-Catherine, tout bois prend racine. »[21]
- « Entre Catherine et Noué [Noël, 25 décembre], tout bois est bon à planter. » (dicton de Bretagne)[18]
- « Pour la sainte-Catherine fais de la farine, car pour Saint-André [30 novembre] le bief sera gelé. » (dicton du Quercy et du Rouergue)[22]
- « Pour la sainte-Catherine, toutes les boutures prennent facile. »[18]
- « Pour saint-Martin [11 novembre] la neige est en chemin, pour sainte-Catherine elle est à la courtine. »[23]
- « Sainte-Catherine amène la couétine. »[24]
- « Sainte-Catherine, toute fille veut la fêter, mais point ne veut la coiffer. »[25]
- « Sainte(-)Catherine vient toujours tout de blanc habillée. »[26]

### Astrologie
- Signe du zodiaque : 3e jour du Sagittaire.

## Toponymie
- Les noms de plusieurs voies, places, sites ou édifices de pays ou régions francophones contiennent cette date sous diverses graphies : voir Vingt-Cinq-Novembre .